# Cod local
Codul localității (germană Amtliche Gemeindeschlüssel (AGS)) este un număr oficial de identificare a unei localități, sau teritorii independente din punct de vedere politic, alte numere de identificare sunt codul poștal sau codul zonal numit și prefix telefonic.
În Germania „codul local” servește la întocmirea datelor pentru statistică oficială fiecare localitate primind un cod propriu.